# 송삼동
송재하(1980년 7월 31일 ~ )은 대한민국의 배우이다.

## 학력
- 경희대학교 환경공학과 중퇴

## 출연작

### 영화
- 《판타스틱 휴가백서: 삼천포 가는 길》 (2018년) - 유창 역
- 《구세주: 리턴즈》 (2017년) - 문식 역
- 《들꽃》 (2015년) - 취객 역
- 《션샤인 러브》 (2015년) - 민구 역
- 《레드카펫》 (2014년) - 싸인 남 역
- 《터널 3D》 (2014년) - 젊은 광부 역
- 《하소연》 (2013년)
- 《현수이야기》 (2013년)
- 《자, 이제 댄스타임》 (2013년) - 남자친구 역
- 《청춘정담》 (2013년) - 백두 역
- 《미스체인지》 (2013년) - 이제칠 역
- 《노리개》 (2013년) - 오진태 역
- 《개똥이》 (2013년) - 개똥이 역
- 《남쪽으로 튀어》 (2013년) - 권순경 역
- 《피를 파는 사나이》 (2012년) - 태수 역
- 《내일》 (2012년) - 박성진 역
- 《슈퍼스타》 (2012년) - 진수 역
- 《퍼펙트 게임》 (2011년) - 선배 역
- 《사랑온도 섭씨 999》 (2011년)
- 《상쾌한 대미를 위한 그녀와 나만의 질의응답》 (2011년) - 동호 역
- 《창경원》 (2011년)
- 《상식적 만남》 (2011년)
- 《더블 클러치》 (2011년)
- 《REC》 (2011년) - 송영준 역
- 《심장이 필요한 남자》 (2010년)
- 《수선화[火]》 (2010년) - 종근 친구 역
- 《유령들》 (2010년)
- 《결정적 순간》 (2010년)
- 《알아도 모른 척》 (2009년)
- 《낮술》 (2009년) - 혁진 역
- 《솔로》 (2008년) - 남자 역
- 《바둑이를 아십니까?》 (2008년)
- 《고기 도시》 (2008년) - 제복 역
- 《고고70》 (2008년) - 고고족 역

### 드라마
- 《드라마 스테이지 - 낫 플레이드》 (2018년, tvN) - 박기현 역
- 《흑기사》 (2017년, KBS2) - 점복이 역
- 《역적 : 백성을 훔친 도적》 (2017년, MBC) - 이억공 역
- 《KBS 드라마 스페셜 - 동정 없는 세상》 (2016년, KBS2) - 명호친구 1 역
- 《불어라 미풍아》 (2016년, MBC)
- 《기억》 (2016년, tvN) - 김제훈 역
- 《오만과 편견》 (2014년, MBC) - 권대용 역
- 《유나의 거리》 (2014년, JTBC) - 대길 역
- 《세계의 끝》 (2013년, JTBC) - 김대익 역
- 《TV 방자전》 (2011년, 채널CGV)
- 《소녀 K》 (2011년, 채널CGV)